# Geonotus atrifrons
Geonotus atrifrons är en insektsart som beskrevs av Max Beier 1962. Geonotus atrifrons ingår i släktet Geonotus och familjen vårtbitare. Inga underarter finns listade i Catalogue of Life.